# Dysstroma mixta
Dysstroma mixta là một loài bướm đêm trong họ Geometridae.